# 寨沙镇
寨沙镇，是中华人民共和国广西壮族自治区柳州市鹿寨县下辖的一个乡镇级行政单位。

## 行政区划
寨沙镇下辖以下地区：
寨沙社区、官庄村、九敢村、九甫村、寨沙村、河岭村、古盏村、板江村、木岗村、古木村、长田村、拉樟村、拉庙村、北里村、兴等村、龙江村、教化村、六往村、全坡村、板坡村、杜康村、长塘村和东马村。